# رمضان قباد

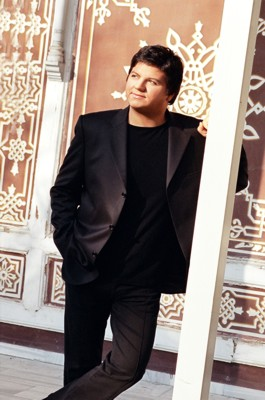
رمضان کوبات

رمضان قباد Ramazan Kubat (متولد ۱۹۷۴ اکتبر ۴ در آنتورپ، بلژیک)، معروف به قباد، خوانندهٔ فولکلور تُرکی و آهنگساز متمایز با سبک خاص خود بوده و به استفاده از ابزارهای الکترونیکی در آهنگ‌های خود معروف است.

## بیوگرافی
قباد در آنتورپ در سال ۱۹۷۴ متولد شد. پدر او یک علوی ترکیه و مادرش مسلمان بلژیک سنی از روستای Emirdağ-Karacalar است. عموی او حافظ (کسی که حفظ کامل قرآن کریم) در همان روستا است. او در حال حاضر در ترکیه بیش از یک دهه، با استفاده از فرصت‌ها و رسانه‌ها استعدادهای خود را در در سن خیلی زود پیدا کرد. او شروع به نواختن ساز پدرش "cura" (یک نسخه کوچکتر ازباغلاما) در سن پنج سالگی کرد، او در یک رستوران در سن هشت سالگی خواند و حتی در دوران نوجوانی خود را به یک گروه کر کلیسا ۳۰۰ عضوی به عنوان تنها عضو مسلمان توجه پذیرفته شد. خانواده او دارای پس زمینه هنری بوده، عموی او شمس الدین قباد (Şemsettin Kubat) شاعر مهمی از ادبیات عامیانه ترکیه است که در امیرداغ استاد است.

## آلبوم‌ها
- Kubat (1996)

- Bugün (1998)

- Bir Ayrılık, Bir Yoksulluk Bir Ölüm (1999)

- Arşiv 1-2-3 (2001)

- Lokman (2003)

- Yare Doğru (2005)

- Kubat 2008 (2008)

- Kubat, İnce İnce (2010)